# Anna Głogowska
Anna Głogowska (ur. 2 kwietnia 1978 w Krakowie) – polska tancerka klasy „S” w tańcach latynoamerykańskich i tańcach standardowych, prezenterka telewizyjna.

## Życiorys
Jest córką Danuty i Bogdana Głogowskich. Miała brata Arkadiusza (zm. 2023). W młodości dorabiała, pomocnik sprzedawcy piekarza, pomocnik w introligatorni w drukarni w Wilanowie i sprzedawczyni lodów w restauracji „Bazyliszek” w Warszawie. W 1991 dołączyła do formacji tańców towarzyskich działającym przy Osiedlowym Domu Kultury w Kamionku. Zawodowo tańczyła w parze z Adamem Królem i Marcinem Wrzesińskim. Uczyła tańca w Zespołach Szkół Publicznych nr 1 i 3, w Sportowej Szkole Podstawowej nr 5 w Wołominie oraz Miejskim Domu Kultury w Kobyłce.
W latach 2005–2011 występowała w charakterze trenerki tańca w programie rozrywkowym TVN Taniec z gwiazdami; wzięła udział w dziewięciu edycjach programu, a jej partnerami byli: Witold Paszt (2005), Piotr Gąsowski (2005), Robert Rozmus (2006), Łukasz Zagrobelny (2008), Steve Allen (2008), Piotr Zelt (2009), Piotr Szwedes (2010), Robert Korzeniowski (2010) i Kacper Kuszewski (2011), z którym zwyciężyła w finale 13. edycji.
Współtworzyła spektakl taneczny The Best of Broadway, wystąpiła w teledyskach do piosenek zespołów disco polo: Ambasador („Tak jak przed laty”), Avanti („Dwa jabłuszka”), Bosanova („Kochaj mnie”), Casanova („Słodkie wino”), Classic („Biodro przy bioderku” i „Piękną miałaś twarz”), Keys („Samba balanga”), Panorama („Honorata”), w 2007 została ambasadorką ogólnopolskiego programu edukacyjnego „Uwolnij się od Toksyn” prowadzonego pod patronatem producenta preparatu oczyszczającego organizm MethodDraine Detox, a w 2008 wystąpiła jako Arleta w jednym odcinku serialu Daleko od noszy. Była tancerką w teleturnieju TVP1 Jaka to melodia?. W latach 2013–2015 współprowadziła programy rozrywkowe Polsatu: Got to Dance. Tylko taniec (2013) i Dancing with the Stars. Taniec z gwiazdami (2014–2015). Od 2020 jest aktorką Teatru Kultura w Warszawie.

## Życie prywatne
W 2005 związała się z aktorem Piotrem Gąsowskim, któremu partnerowała w drugiej edycji programu Taniec z gwiazdami. W 2011 zajęli siódme miejsce w rankingu najbardziej rozpoznawalnych par w polskim show-biznesie (według raportu ARC Rynek i Opinia Celebrity Monitor). Mają córkę, Julię (ur. 3 czerwca 2007).

## Filmografia
Seriale TV
- 2008: Daleko od noszy – Arleta (odc. 158)

Teledyski
- Ambasador – „Tak jak przed laty”
- Avanti – „Dwa jabłuszka”
- Bosanova – „Kochaj mnie”
- Casanova – „Słodkie wino”
- Classic – „Biodro przy bioderku”, „Piękną miałaś twarz”
- Keys – „Samba balanga”
- Panorama – „Honorata”
- Marcin Wyrostek & Corazon – „Nikt nie może być sam"